# 스펙클주머니고양이
스펙클주머니고양이 또는 얼룩주머니고양이, 긴발톱유대쥐(Neophascogale lorentzii)는 주머니고양이목에 속하는 유대류의 일종이다. 인도네시아 파푸아주와 파푸아뉴기니에서 서식한다. 스펙클주머니고양이속(Neophascogale)의 유일종이다.
몸무게는 200g부터 250g까지 다양하고, 몸길이 범위는 16~23cm, 꼬리 길이는 16~23cm 정도이다. 통용명이 시사하는 바와 같이, 짙은 회색 털 위에 길고 흰 털이 반점 형태로 나 있다. 짧고 강한 네발에 발가락 모두에 긴 발톱을 갖고 있어서 땅을 파거나 벌레 또는 먹이를 잡는 데 쓴다.